# ماکو کودو
ماکو کودو (انگلیسی: Mako Kudo؛ زادهٔ ۲۵ آوریل ۱۹۹۷) بازیکن فوتبال اهل ژاپن است.